# Wrexham County Borough
Wrexham County Borough (walisisch Bwrdeistref Sirol Wrecsam) ist eine Principal Area mit dem Status eines County Boroughs im Nordosten von Wales an der Grenze zu England. Hauptort der Principal Area mit etwas weniger als 135.000 Einwohnern ist das namensgebende Wrexham, das mit gut 66.000 Menschen in etwa die Hälfte der Einwohner stellt.

## Geographie
Der Wrexham County Borough liegt in Nordostwales an der Grenze zu England. Angesehen vom urbanen Wrexham ist der County Borough eher ländlich geprägt. Im Westen umfasst er auch Ausläufer der Berwyn Mountains. Zu den wichtigsten Städten gehören neben Wrexham Rhosllannerchrugog und Chirk. Die Principal Area grenzt im Osten an England, genauer gesagt im Nordosten an Cheshire West and Chester und im Südosten an Shropshire. Alle weiteren Grenzen verlaufen innerhalb von Wales und zwar mit Flintshire im Norden, mit Denbighshire im Westen und mit Powys im Südwesten.

## Orte
- Bangor-on-Dee
- Chirk
- Coedpoeth
- Dolywern
- Glyn Ceiriog
- Holt
- Llanarmon Dyffryn Ceiriog
- Pont-y-blew
- Rhosllannerchrugog
- Ruabon
- Wrexham
- Y Waun

## Geschichte
Bis 1974 gehörte das Gebiet des Wrexham County Boroughs größtenteils zu Denbighshire mit einem kleineren Teil im Flintshire. Nach einer Verwaltungsreform 1974 kam das ganze Gebiet zu Clwyd, das mit einer neuerlichen Verwaltungsreform 1996 aufgelöst wurde. Wrexham, das bis dahin ein District war, wurde damit mit dem Status eines County Boroughs als Principal Area eigenständig.
Einwohnerzahlen
| 1801   | 1811   | 1821   | 1831   | 1841   | 1851   | 1861   | 1871 | 1881   | 1891   | 1901 | 1911   | 1921   | 1931   | 1941 | 1951    | 1961    | 1971    | 1981    | 1991    | 2001    | 2011    |
| ------ | ------ | ------ | ------ | ------ | ------ | ------ | ---- | ------ | ------ | ---- | ------ | ------ | ------ | ---- | ------- | ------- | ------- | ------- | ------- | ------- | ------- |
| 27.616 | 29.590 | 35.389 | 38.365 | 42.523 | 44.551 | 49.307 | ?    | 61.308 | 70.778 | ?    | 89.788 | 92.898 | 93.941 | ?    | 103.983 | 101.388 | 111.372 | 117.084 | 121.790 | 128.506 | 134.844 |

## Partnerkreise
Der Wrexham County Borough ist Partnerkreis des Märkischen Kreises in Nordrhein-Westfalen.

## Sehenswürdigkeiten
- Chirk Castle
- Holt Castle
- Traphont Cefn Mawr Viaduct
- Trevalyn Hall
- Trevor Hall